# Severo Ochoa
Severo Ochoa de Albornoz (Luarca, Asturias, 24 de septiembre de 1905-Madrid, 1 de noviembre de 1993) fue un médico y científico español, nacionalizado estadounidense en 1956, de renombre internacional. En 1959 fue galardonado con el Premio Nobel de Fisiología o Medicina, junto al estadounidense Arthur Kornberg.

## Biografía
Sus padres fueron Severo Manuel Ochoa, abogado, y Carmen de Albornoz (hermana del político y, posteriormente, presidente del Gobierno de España en el exilio, Álvaro de Albornoz). Tras la muerte de su padre en 1912, su madre y él se trasladaron a vivir a Málaga, donde Ochoa terminó sus estudios de primaria y realizó el bachillerato en el ilustre centro IES Vicente Espinel.
Pronto desarrolló interés por la biología, y se centró en el estudio del metabolismo energético, con especial atención a las moléculas fosforiladas.

### Carrera investigadora
Su profesor propuso a Ochoa y a otro estudiante, José María García Valdecasas, trabajar en un método para aislar la creatinina presente en la orina. Los dos estudiantes lograron su objetivo y también desarrollaron un método para medir pequeñas cantidades de creatinina muscular. Ochoa pasó el verano de 1927 en Glasgow, trabajando con el doctor Noel Paton en el metabolismo de la creatinina y mejorando su nivel de inglés. Durante este periodo, mejoró el citado método y al regresar a España escribió junto a Valdecasas un artículo científico describiendo su trabajo en el Journal of Biological Chemistry, que fue rápidamente aceptado, iniciando de esa manera su carrera en investigación en bioquímica.
Terminó su licenciatura en medicina en 1928 y decidió seguir dedicándose a la investigación. Gracias a su publicación acerca de la creatinina, en 1929 consiguió una invitación para unirse al laboratorio de Otto Meyerhof en el instituto de biología Kaiser Wilhelm (hoy Instituto Max Planck) en Berlín. En aquella época, el instituto era una importante cuna de la bioquímica, por lo que tuvo la oportunidad de conocer y trabajar con científicos como Otto Heinrich Warburg, Carl Neuberg, Einar Lundsgaard, y Fritz Lipmann, además del propio Meyerhof, que había recibido el premio Nobel de Medicina en 1922.
En 1930 regresó a Madrid para terminar su tesis doctoral, que defendió ese mismo año. En 1931 se casó con Carmen García Cobián y fue nombrado profesor ayudante de Juan Negrín, su principal apoyo ante la Junta para Ampliación de Estudios para que completara su formación posdoctoral. Viajó al London National Institute for Medical Research, donde trabajó con sir Henry Dale en el estudio de la vitamina B1, de la enzima glioxalasa. Estas investigaciones fueron el comienzo del importante interés en el estudio de las enzimas que Ochoa tuvo a lo largo de su vida, y supuso una revolución en el estudio del metabolismo intermediario.

### Alemania y Estados Unidos
En septiembre de 1936, el matrimonio Ochoa salió de la España en guerra camino de Alemania. En 1936, el laboratorio de Meyerhof se había convertido en una de las instalaciones bioquímicas más importantes del mundo, centrada en procesos como la glucólisis y la fermentación. En lugar de estudiar la "contracción" de los músculos, el laboratorio ahora estaba purificando y caracterizando las enzimas involucradas en la acción muscular y las involucradas en la fermentación de la levadura. Severo Ochoa ocupó muchos puestos y trabajó con muchas personas hasta 1938. Por ejemplo, Otto Meyerhof lo nombró asistente de investigación invitado en el Instituto Kaiser Wilhelm de Investigación Médica en Heidelberg durante un año. En 1938 se trasladó a Estados Unidos, donde en 1940 se afincó definitivamente. En 1941 Ochoa consiguió trabajo en la Universidad de Washington en San Luis y en 1945 en la Universidad de Nueva York. Se dedicó a realizar investigaciones sobre farmacología y bioquímica que le valieron la medalla Bewberg en 1951.
En 1954, prosiguiendo con sus trabajos sobre la fosforilación oxidativa, descubrió una enzima, la polinucleótido fosforilasa, capaz de sintetizar ARN in vitro a partir de ribonucleosidodifosfatos.
En 1955 publicó en el Journal of the American Chemical Society, junto con la bioquímica francorrusa Marianne Grunberg-Manago, el aislamiento de una enzima del colibacilo que cataliza la síntesis de ARN, el intermediario entre el ADN y las proteínas. Los descubridores llamaron «polinucleótido-fosforilasa» a la enzima, conocida luego como PNPasa, tratándose de una polirribonucleótido nucleotidil-transferasa. El descubrimiento de la polinucleótido fosforilasa dio lugar a la preparación de polinucleótidos sintéticos de distinta composición de bases con los que el grupo de Severo Ochoa, en paralelo con el grupo de Marshall Nirenberg, llegaron al desciframiento de la clave genética.
El matrimonio Ochoa se nacionalizó estadounidense en 1956, renunciando a la nacionalidad española, que no quiso recuperar ni siquiera tras el final de la dictadura. Ese mismo año, el estadounidense Arthur Kornberg, discípulo de Ochoa, demostró que el ADN se sintetiza igualmente mediante su polimerasa. Ambos compartieron el Premio Nobel de Fisiología o Medicina en 1959 por sus respectivos hallazgos.
Desempeñó un papel importante en la creación de la Sociedad Española de Bioquímica —hoy denominada Sociedad Española de Bioquímica y Biología Molecular— en 1963, junto con el impulsor de dicha Sociedad, el bioquímico Alberto Sols, fundador y primer presidente. A partir de 1964 se adentró, por una parte, en los mecanismos de replicación de los virus que tienen ARN como material genético, describiendo las etapas fundamentales del proceso, y, por otra parte, en los mecanismos de síntesis de proteínas, con especial atención al proceso de iniciación, tanto en organismos procarióticos como en eucarióticos, siendo pionero en el descubrimiento de los factores de iniciación de la traducción. España quiso recuperar su magisterio, y al efecto en 1971 se creó para él en Madrid el Centro de Biología Molecular Severo Ochoa. En 1974 se trasladó como investigador distinguido al Instituto Roche de Biología Molecular en Nueva Jersey. Se jubiló en la Universidad de Nueva York en 1975.
En 1967 fue nombrado doctor honoris causa por la Universidad de Oviedo, y en 1969 recibió el I Premio Lección Conmemorativa Jiménez Díaz, que desde entonces entrega anualmente la Fundación Conchita Rábago de Jiménez Díaz.
El científico asturiano fue investido doctor honoris causa de la Universidad de Málaga el 29 de septiembre de 1987. El discurso de Severo Ochoa, que confesó haber escrito con emoción, estuvo plagado de recuerdos de su época de estudiante. "Tengo dos patrias grandes: Estados Unidos y España. Y dos patrias chicas: Asturias y Málaga", aseguró.

### Sus últimos años

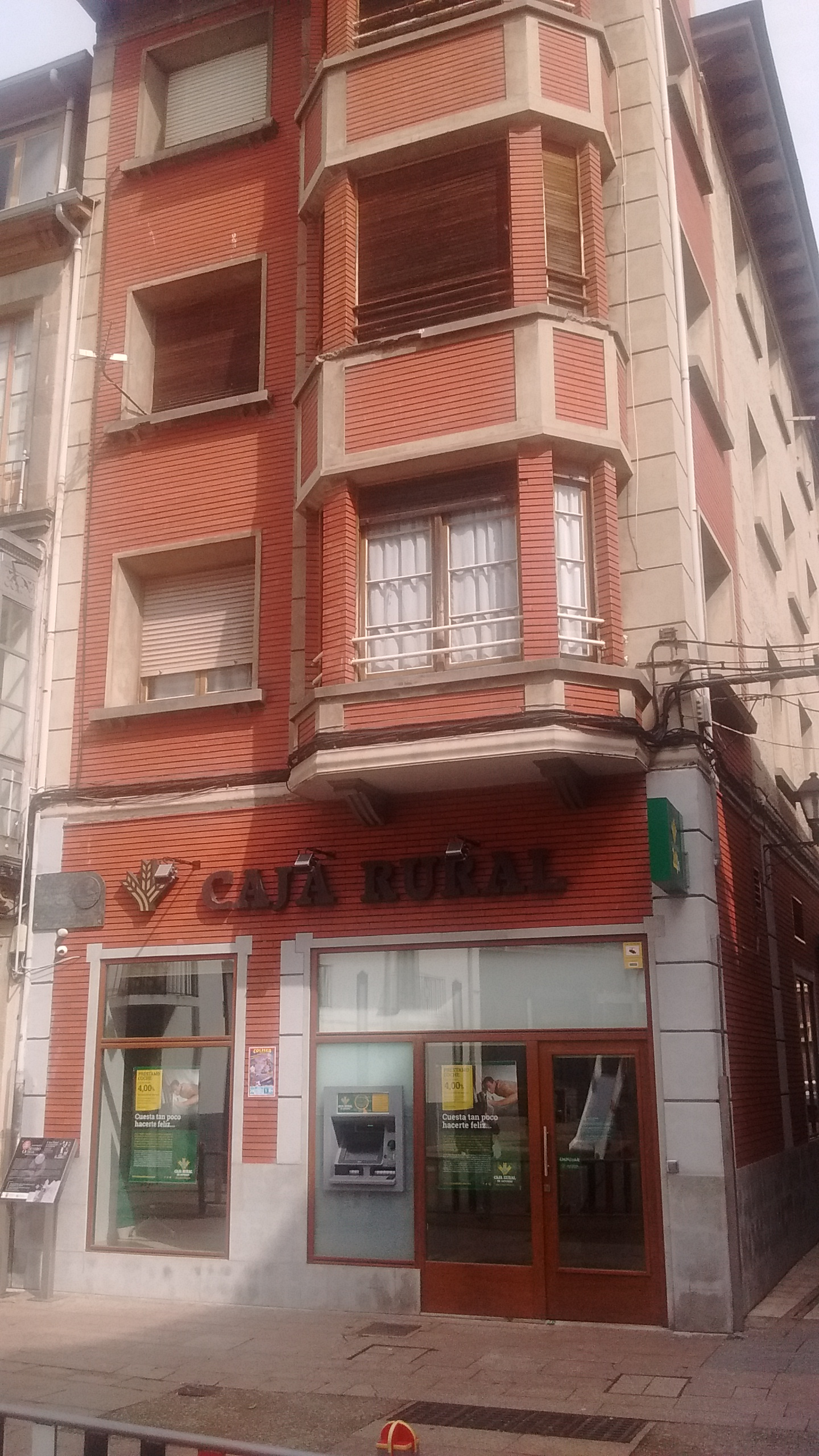
Casa en la que nació en Luarca.

Desde 1977 compartía sus actividades en el Instituto Roche de Biología Molecular en Nueva Jersey con sus frecuentes estancias en el Centro de Biología Molecular Severo Ochoa en Madrid, Centro mixto del Consejo Superior de Investigaciones Científicas y de la Universidad Autónoma de Madrid, cuya creación había promovido.
En 1985 volvió definitivamente a España a trabajar en el Centro de Biología Molecular Severo Ochoa, del que era director honorario. En 1987 ingresó en la Real Academia Nacional de Medicina de España, y fue nombrado presidente de la Fundación Jiménez Díaz. Publicó su último trabajo científico en 1986, con ochenta y un años de edad.
Murió el 1 de noviembre de 1993 y fue enterrado en el cementerio de Luarca, su pueblo natal, junto a su esposa Carmen. En su testamento creó la Fundación Carmen y Severo Ochoa, de cuyo patronato forman parte algunos de sus discípulos españoles, al objeto de que se perpetuara la memoria de su nombre unido siempre al de su mujer, en reconocimiento al soporte familiar que le habría de acompañar en toda su trayectoria, resultando decisivo —según su propia confesión— para el desarrollo de su vocación científica.
Su vida fue llevada a la pequeña pantalla en el año 2001 a través de la miniserie española Severo Ochoa. La conquista de un Nobel, dirigida por Sergio Cabrera, donde los actores Daniel Guzmán e Imanol Arias interpretaban al célebre científico en las diferentes etapas de su trayectoria.

## Investigación
Su investigación fue polifacética, hizo numerosas e importantes contribuciones en distintos campos de la bioquímica y la biología molecular. La aportación científica de Severo Ochoa se ha realizado esencialmente a tres niveles:
- En primer lugar, mediante trabajos de enzimología metabólica con el descubrimiento de dos enzimas: la citrato-sintetasa y la piruvato-deshidrogenasa, que permitieron concluir el conocimiento efectivo del ciclo de Krebs, y que representa un proceso biológico fundamental en el metabolismo de los seres vivos. Estudió también la fotosíntesis y el metabolismo de los ácidos grasos.[cita requerida]

- En segundo lugar, Severo Ochoa realiza una serie de trabajos que conducen finalmente a la síntesis del ácido ribonucleico (ARN), tras el descubrimiento de la enzima polinucleótido-fosforilasa. Este hallazgo le valió, junto a su discípulo Arthur Kornberg, el Premio Nobel de Medicina en 1959.[cita requerida]

- En tercer lugar, la aportación científica de Severo Ochoa se materializa en una serie de trabajos en los que se desarrollan las ideas y los hallazgos anteriores y que se relacionan con el desciframiento del código genético, la biosíntesis intracelular de las proteínas y los aspectos fundamentales de la biología de los virus.[cita requerida]

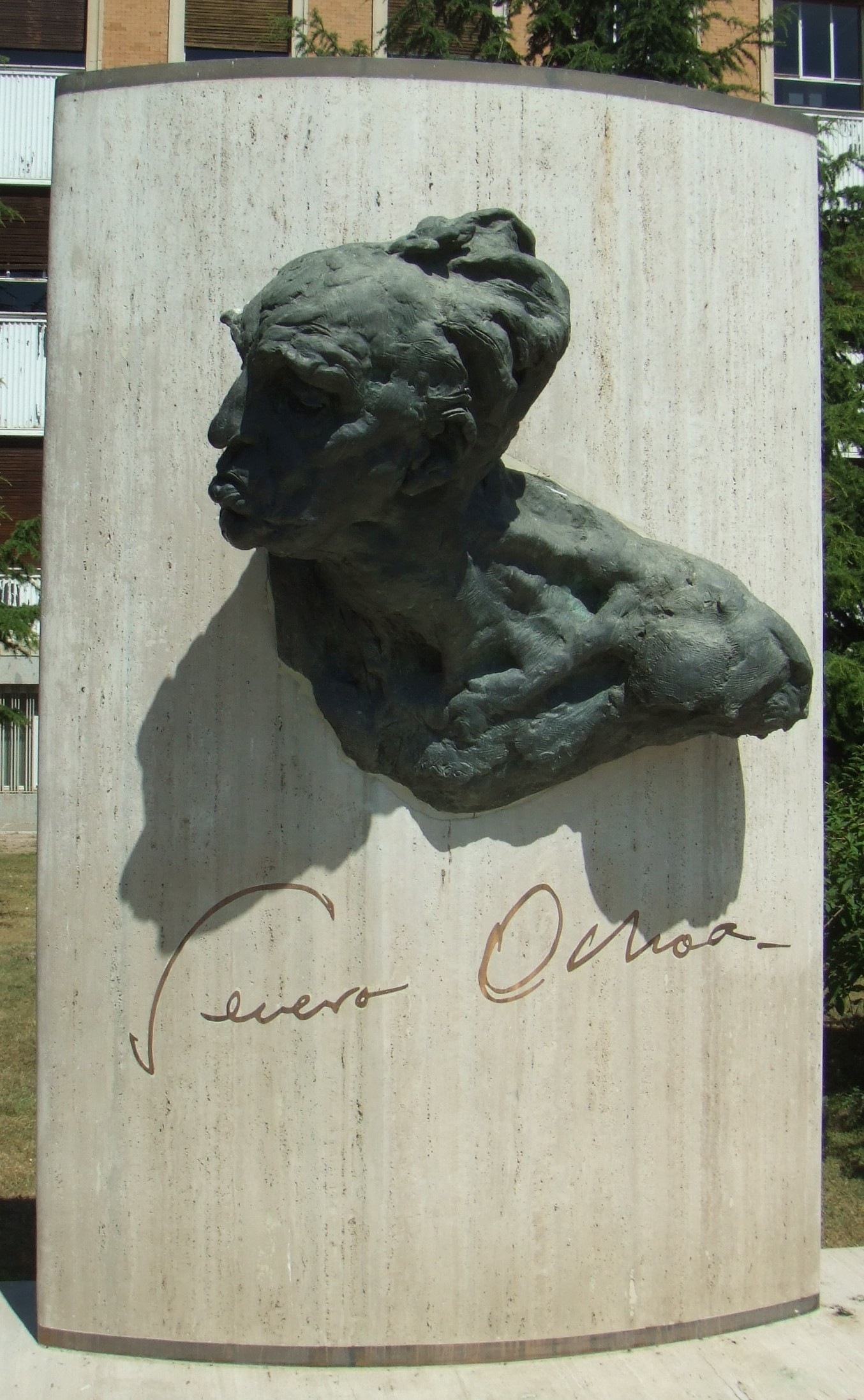
Monumento a Severo Ochoa en la Universidad Complutense de Madrid.

## Premios
Severo Ochoa recibió, además del Premio Nobel, numerosos reconocimientos a lo largo de su carrera.
- Títulos honoríficos de las universidades de St. Louis (Universidad de Washington), Glasgow, Oxford, Salamanca, Brasil, Wesleyan University y Oviedo.[cita requerida]
- Profesor honorario de la Universidad Nacional Mayor de San Marcos, en Lima.
- Doctor honoris causa de la Universidad de Córdoba el 9 de marzo de 1990.
- Doctor honoris causa de la Universidad Iberoamericana (UNIBE) de la República Dominicana el 12 de junio de 1988.
- Doctor honoris causa de la Universidad del País Vasco el 19 de abril de 1988.
- Doctor honoris causa de la Universidad de Granada el 29 de marzo de 1967
- Medalla Neuberg en bioquímica del año 1951
- Premio Nobel de Fisiología y Medicina en 1959, compartido con su discípulo Arthur Kornberg.
- Medalla de la Société de Chimie Biologique del año 1959
- Medalla de la Universidad de Nueva York del año 1959
- Premio Lección Conmemorativa Jiménez Díaz en 1969
- National Medal of Science de los Estados Unidos del año 1979
- Miembro de varias sociedades de investigación en Estados Unidos, Alemania, Japón, Argentina, Uruguay y Chile
- Presidente de la Unión internacional de Bioquímica (International Union of Biochemistry).

### Reconocimientos

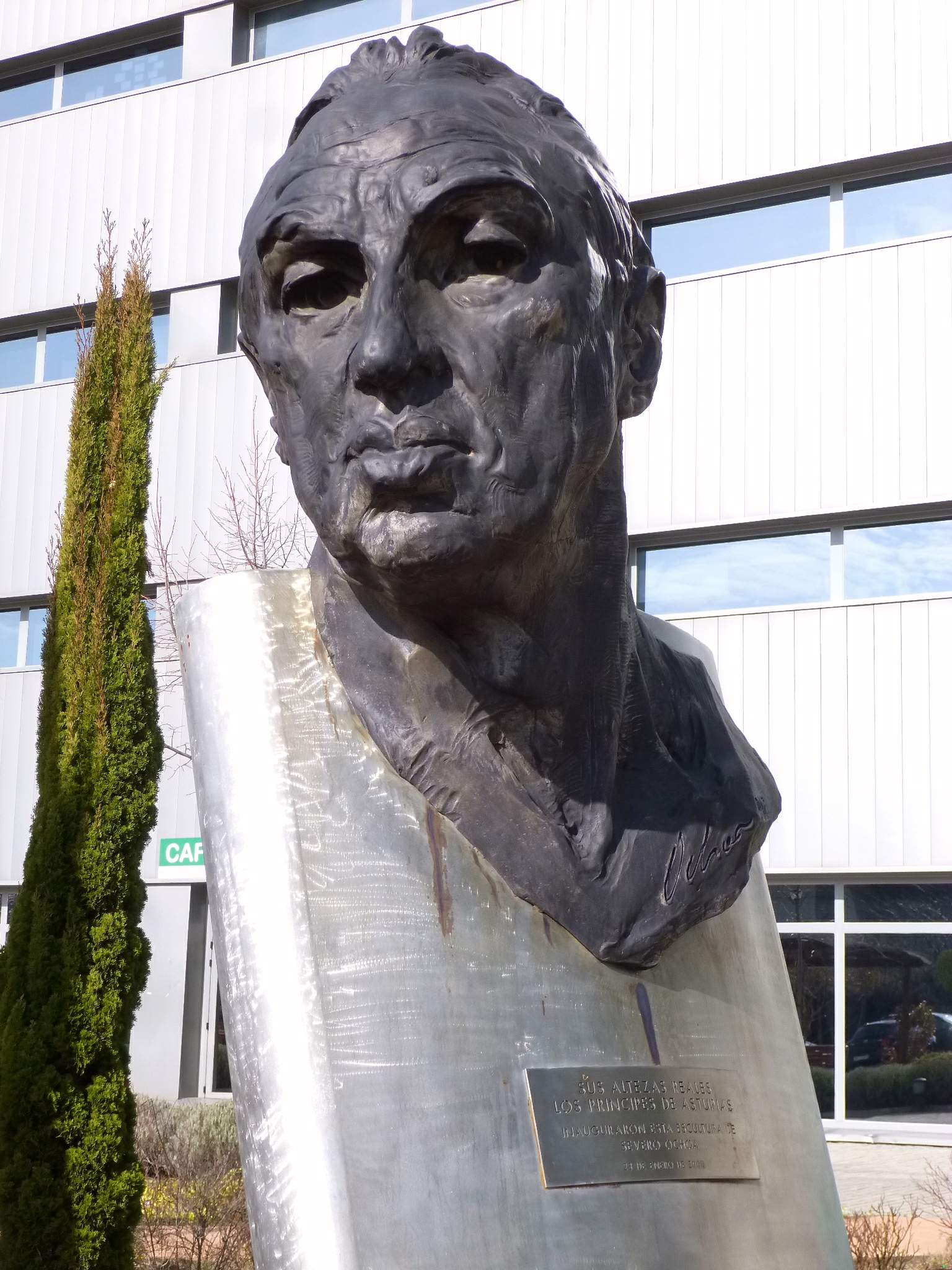
Monumento a Severo Ochoa en el Centro de Biología Molecular Severo Ochoa (CBMSO)

- El Servicio Postal de España emitió sellos conmemorativos con motivo de su fallecimiento en 1994[12] y en su memoria en el 2003.[13]
- En el 2011, el Servicio Postal de los Estados Unidos emite una estampilla en su honor.
- Calles con su nombre en varios municipios como Gijón, Oviedo, Leganés, Móstoles, Getafe, Parla, Rivas-Vaciamadrid, ...
- Colegio en Getafe con su nombre, inaugurado en 1976.
- Hospital en Leganés con su nombre, inaugurado en 1987.
- En Leganés, en el 2003, se inauguró la Estación de Hospital Severo Ochoa de metro sur.
- Estatua de Severo Ochoa en los jardines de la Facultad de Medicina de la UCM
- Centro de Biología Molecular Severo Ochoa (CBMSO).
- Aulario Severo Ochoa, Universidad de Málaga.
- Instituto Español "Severo Ochoa" de Tánger.

## Obras
Entre sus artículos más citados se encuentran los publicados con los títulos:
- «Malic Dehydrogenase from Pig Heart.» (1955)
- «Malic Enzyme.» (1955)
- «Biosynthesis of Dicarboxylic Acids by Carbon Dioxide Fixation.1. Isolation and Properties of an Enzyme from Pigeon Liver Catalyzing the Reversible Oxidative Decarboxylation of L-Malic Acid.» (1948)
- «Isocitric Dehydrogenase System (TPN) from Pig Heart.» (1955)
- «Enzymic Synthesis of Polynucleotides.1. Polynucleotide Phosphorylase of Azotobacter vinelandii.» (1956)

| Predecesor: George Wells Beadle Edward Lawrie Tatum Joshua Lederberg | Premio Nobel de Fisiología o Medicina 1959 | Sucesor: Frank Macfarlane Burnet Peter Brian Medawar |

## Fundación Carmen y Severo Ochoa
La Fundación Carmen y Severo Ochoa convoca anualmente el Premio Carmen y Severo Ochoa de Investigación en Biología Molecular para el personal de investigación que desarrolla su trabajo en España.

## En la cultura popular
- Serie de televisión española Severo Ochoa. La conquista de un Nobel, de 2001, dirigida por Sergio Cabrera, protagonizada por Imanol Arias y Ana Duato.[15]